# Aeropuerto Eugenio María de Hostos
El Aeropuerto Eugenio María de Hostos (IATA: MAZ, ICAO: TJMZ, FAA LID: MAZ) es un pequeño aeropuerto de uso público ubicado a tres millas náuticas (6 km) al norte del distrito central de negocios de la ciudad de Mayagüez, en Puerto Rico un estado libre asociado a Estados Unidos.  El aeropuerto lleva el nombre del célebre nativo de Mayagüez Eugenio María de Hostos. Ofrece servicio comercial limitado, subvencionado por el programa de servicio aéreo esencial. Según registros de la Administración Federal de Aviación de Estados Unidos, el aeropuerto tuvo 4.636 embarques de pasajeros (embarques) en el año 2008, 4.386 embarques en 2009 y 4.466 en 2010. 